# Zoološki vrt
Zoološki vrt je mesto gde se čuvaju razne vrste životinja, bilo u kavezima ili na određenom prostoru, a u rekreativne, edukativne i naučne svrhe.
Termin zoološka bašta odnosi se na zoologiju, proučavanje životinja. Termin je izveden od grčkog ζώον, zoon, 'životinja' i sufiksa -λογία, -logia, 'proučavanje'. Skraćenica zoološki vrt je prvi put korišćena za Londonski zoološki vrt, koji je otvoren za naučno proučavanje 1828. godine, a za javnost 1847. godine. Samo u Sjedinjenim Državama zoološke vrtove poseti preko 181 milion ljudi godišnje.

## Istorija
Još u vreme drevnih Egipćana, Kineza i Rimljana postojale su menažerije namenjene za razonodu vladarskih porodica. Najstarija poznata zoološka zbirka otkrivena je tokom iskopavanja u Hijerakonpolisu, Egipat, 2009. godine, од 3500. godine pre nove ere. Egzotične životinje su obuhvatale nilske konje, hartbiste, slonove, babune i divlje mačke. Kralj Ašur-bel-kala iz Srednjeg asirskog carstva stvorio je zoološke i botaničke bašte u 11. veku pre nove ere. U 2. veku pre nove ere, kineska carica Tanki je naložila da se izgradi „kuća jelena“, a kralj Ven od Džoua je držao zoološki vrt od 1.500-acre (6,1 km2) pod nazivom Ling-Ju, ili Vrt inteligencije. Među drugim poznatim sakupljačima životinja bili su kralj Solomon iz kraljevstva Izraela i Jude, kraljica Semiramida i asirski kralj Ašurbanipal i vavilonski kralj Nabukodonosor. Do 4. veka pre nove ere, zoološki vrtovi su postojali u većini grčkih gradskih država; Poznato je da je Aleksandar Veliki poslao životinje koje je pronašao u svojim vojnim pohodima nazad u Grčku. Rimski carevi su držali privatne kolekcije životinja za proučavanje ili za upotrebu u areni, koje su notorno loše prolazile.
Luj XIV je imao zbirku životinja u Versaju koju je pokazivao prilikom svečanosti. Ta zbirka je bila dostupna i naučnicima tog doba i imala je uticaj na povećanje zanimanja za prirodne nauke. Ova zbirka je kasnije (1793) pretvorena u čuvenu menažeriju „Žarden de Plant“. Prvi zoološki vrt je osnovan u Austriji u 15. veku, a i najstariji zoološki vrt koji i danas postoji je osnovan u Šenbrunu kraj Beča 1752. godine. Zoološki vrt u Madridu je osnovan 1775, a u Londonu 1826. U 19. veku postaju sve popularniji zbog otkrića novih vrsta životinja u prekomorskim kolonijama. Tada su imali status tradicionalnih cirkusa, pa se potrebama životinja poklanjalo malo pažnje. Ipak, u nekoliko zooloških vrtova, posebno onih koje su vodila zoološka društva, počela su da se primenjuju i saznanja o potrebama životinja do kojih je nauka bila došla. Početkom 20. veka, Karl Hagenbek iz Hamburga je došao na ideju da se životinje mogu čuvati i van kaveza.

## Savremeno uređivanje zooloških vrtova
U zoološke vrtove se smeštaju životinje iz različitih krajeva sveta. Savremeni zoološki vrtovi uređeni su tako da svaka životinja oko sebe ima, doduše uglavnom mnogo manji, prostor sličan onome u kojem inače živi u prirodi: vidra ima bazen za plivanje i nekoliko trulih panjeva u koje se može zavući; kod majmuna je drveće na koje se mogu penjati; medved ima veštačku pećinu, ptice dosta prostora za letenje, zebre dovoljno mesta za trčanje itd. Recimo, novi volijer u zoološkom vrtu u Londonu, građen prema zamisli lorda Snoudona predstavlja vrlo neobično arhitektonsko rešenje koje pruža izuzetno veliki prostor pticama, koje se tamo uspešno razmnožavaju.
U modernim vrtovima nema više kaveza sa metalnim šipkama i rešetkama kao u zoološkim vrtovima starijeg tipa. Da životinje ne pobegnu podignuti su oko njihovih površina zidići i iskopani jarci sa vodom, a lavovi su npr. smešteni u velikim ulegnućima iz kojih ne mogu iskočiti. Jedino su ptice ostale u prostranim kavezima od žičane mreže, da ne odlete; ali je u tim kavezima drveće, grmlje i slično. Takvi, moderno uređeni zoološki vrtovi se nazivaju i zoološki parkovi. U njima se mogu držati i veće zajednice životinja: čopori majmuna, krda antilopa, jata ptica močvarica i slično. Teži se tome da njihov život bude što sličniji životu u prirodi. Za zoološki vrt nekada, prestiž je bio da se ima što više primeraka različitih vrsta, ali su one bile same u kavezu i bez dovoljno stručnog osoblja da vodi računa o njima. U zoološkom vrtu mnoge životinje, ako su same, brzo uginu; ako je više životinja iste vrste zajedno, lakše se priviknu novim uslovima života. Čak se i razmnožavaju kao da su u prirodi, a njihovi mladunci uglavnom lakše podnose život u zarobljeništvu, nego one životinje koje su ulovljene za potrebe zoološkog vrta. Životinje u zoološkom vrtu zaštićene su od prirodnih neprijatelja. Hrana im je osigurana u dovoljnim količinama, isto tako i veterinarska briga. Zato većina životinja u zoološkom vrtu živi duže nego u prirodi. Jedan od pokazatelja koji se smatra merodavnim da su zoološki vrtovi pružili optimalne pogodnosti životinjama je i uspešno razmnožavanje pojedinih vrsta. Gepard je vrsta koja je odbijala da se razmnožava u zatočeništvu bez obzira na uslove koje je dobijala. Međutim, neki zoološki vrtovi, poput onih u Pragu su otkrili način kako da se i ova vrsta divlje mačke razmnožava. Naime, potrebno je mužjake i ženke držati odvojene sve dok ne nastupi trenutak za razmnožavanje. Zanimljiv je i primer pustinjske lisice (Fenneucs zerda) kod koje su stručnjaci u londonskom zoološkom vrtu otkrili da će se kotiti tek kada se veštački, promenom svetla, vlage i temperature simuliraju smene godišnjih doba.
Da bi obezbedili sve neophodne uslove životinjama koje u njima žive, ove ustanove su suočene sa velikim novčanim izdacima. Najveći deo prihoda vrtovi ostvaruju preko ulaznica. Upravnici ovih institucija tvrde da se broj poseta poveća kada se okoti prinova, posebno nekih atraktivnih vrsta, poput belog medveda.
Veći broj zooloških vrtova u Nemačkoj je uništen u toku Drugog svetskog rata, ali su kasnije rekonstruisani prema novim planovima i danas se smatraju najmodernijim u svetu, pored onih koji postoje u SAD. Zoološki vrtovi koji su uspešni sami obnavljaju populacije životinja i ne love divlje primerke u prirodi.

## Safari park
Safari park je oblik zoološkog vrta u kome se životinje drže u staništu veće povišene. Posetioci se obično kreću kroz park kolima dok se životinje slobodno kreću. Poznatiji safari parkovi su San Dijego safari park, Longlit safari park, ...

## Javni akvarijum
Je vrsta zoo vrta u kome se drže životinje prilagođene na vodeni ekosistem. U javnim akvarijumima se drže ribe, morski sisari(kitovi, foke, morski lavovi, vidre, delfini), morske ptice(pingvini, blune, pufini, galebovi, njorke ), kao i beskičmenjaci(morske zvezde, školjke, glavonošci, korali )

## Kritike
Zoološki vrtovi su povremeno na udaru kritika udruženja za zaštitu životinja. Naime, pojedini zoološki vrtovi se razlikuju, kako po brizi za životinje, tako i po svojoj opremljenosti i stepenu komfora koji pružaju životinjama. Najčešće kritike su upućene pojedinim zoološkim vrtovima, češće u nerazvijenim zemljama, zbog zapuštenosti životinja, ali i na uslove u kojima one žive, pre svega na neadekvatnost kaveza. To može uzrokovati nenormalna ponašanja, kao klimanje glavom, stalno trčanje uz ogradu, griženje čeličnih šipki itd. Problem je i to što su neke životinje, koje u prirodi žive kao samotnjaci, smeštene u kavez sa više jedinki, i obrnuto.

## Glavni zadaci
Zoološke vrtove posećuju ponajviše učenici. Tu bliže upoznaju životinje o kojima uče u školi. Posebnu važnost zoološki vrtovi imaju za stručnjake, zoologe i biologe. S obzirom da se starim zoološkim vrtovima zameralo to što im je jedini cilj da zadovolje radoznalost posetilaca, moderni zoološki vrtovi su proširili oblasti delovanja. Pre gotovo 60 godina je profesor dr Hajni Hediger (direktor zooloških vrtova u Bernu, Bazelu, i Cirihu) kao glavne zadatke zooloških vrtova postavio:
- zaštitu prirode
- školovanje
- istraživanje i
- odmor i rekreaciju.

U tome se do danas nije ništa promenilo.

### Obrazovni značaj
Ciljevi u obrazovanju u zoološkim vrtovima se najčešće ostvaruju pomoću tabli koje se nalaze na kavezu ili u njegovoj blizini i sadrže podatke o datoj vrsti. Realizuju se i organizovana razgledanja, kao i deljenje brošura, naročito učenicima.

### Naučni značaj
Za razliku od obrazovnog, naučni značaj je daleko skromniji. Veliki broj zooloških vrtova ima svoj program naučnih istraživanja, ali proučavanje ponašanja životinja u zatočeništvu ne mora uvek dati rezultate koji su primenljivi na jedinke koje žive slobodno. Takođe, uspeh u očuvanju ugroženih vrsta u zoološkim vrtovima je vrlo skroman. Jedan od uspeha je guska nene koja je gajena u Engleskoj i Francuskoj i potom vraćena u svoju postojbinu - na Havaje. Takođe su i spašene vrste Davidov jelen, divlji konj Prževalskog, evropski bizon i formoški fazan. Međutim, zoološki vrtovi su zabranili kupovinu filipinskog orla, jer je ova ptica ugrožena, a nije pronađen način da se podstakne na razmnožavanje u zatočeništvu. Ovo nije jedini neuspeh u očuvanju vrsta, a i sa onima kod kojih postoji napredak u povećanju broja još uvek postoje neka nerešena pitanja, kao što je kako ih vratiti na staništa koja čovek sve više uništava i zbog čega vrsta i jeste ugrožena, kao i na koji način sačuvati genetičku varijabilnost. Zanimljiv je primer patuljastog jelena (Tragulus napu), kome ne prijaju prostrani kavezi, već se radije razmnožava u kavezima koji su namenjeni zečevima.

## Zoološki vrtovi u Srbiji
- Beo zoo vrt

Poznat po retkim belim životinjama(beli lavovi, tigrovi, benetovi valabiji, nandui, tvorovi, pauni,..). Nalazi se na Kalemegdanskoj tvrđavi u Beogradu.
- Zoo vrt Palić

Smešten je u blizini Palićkog jezera u Subotici. Ovaj zoo vrt poseduje kolekciju egzotičnih, ali i ugroženih životinjskih vrsta.
- Zoo Jagodina

- ZOO Vrt Mišić u Ćukovcu kod Vranja.

## Literatura
- Grupa autora. 1982. Ilustrovana enciklopedija Priroda. Vuk Karadžić. Beograd.
- Grupa autora. 1990. Veliki atlas životinja. Mladinska knjiga. Ljubljana - Zagreb.
- Grupa autora, 1976. Popularna enciklopedija. BIGZ: Beograd.
- Baratay, Eric, and Elizabeth Hardouin-Fugier (2002). History of Zoological Gardens in the West.
- Blunt, Wilfrid (1976). The Ark in the Park: The Zoo in the Nineteenth Century. London: Hamish Hamilton. ISBN 0-241-89331-3.
- Braverman, Irus (2012). Zooland: The Institution of Captivity. Stanford University Press. ISBN 9780804783576.
- Bruce, Gary (2017). Through the Lion Gate: A History of the Berlin Zoo. ISBN 978-0190234980.
- Conway, William (1995). "The conservation park: A new zoo synthesis for a changed world", in The Ark Evolving: Zoos and Aquariums in Transition, Wemmer, Christen M. (ed.), Smithsonian Institution Conservation and Research Center, Front Royal, Virginia.
- Donahue, Jesse C., and Erik K. Trump. (2014), American zoos during the depression: a new deal for animals (McFarland, 2014).
- Fisher, James (1967). Zoos of the World: The Story of Animals in Captivity. Garden City, N.Y., Published for the American Museum of Natural History by the Natural History Press.. popular history
- Hardouin-Fugier, Elisabeth (2004). Zoo: A History of Zoological Gardens in the West. Reaktion Books. ISBN 978-1-86189-208-9.
- Hyson, Jeffrey (2000). „Jungle of Eden: The Design of American Zoos”.  Ур.: Conan, Michel. Environmentalism in Landscape Architecture. Washington: Dumbarton Oaks. ISBN 0-88402-278-1. Архивирано из оригинала 04. 08. 2008. г. Приступљено 28. 12. 2020..
- Hochadel, Oliver (јун 2011). „Watching Exotic Animals Next Door: 'Scientific' Observations at the Zoo (ca. 1870–1910).”. 24 (2): 183—214.Science in Context. „online” (PDF). Архивирано из оригинала (PDF) 17. 08. 2021. г. Приступљено 28. 12. 2020.
- Hyson, Jeffrey (2003). "Zoos," in. Krech III, Shepard; Merchant, Carolyn; McNeill, John Robert, ур. (2004). Encyclopedia of World Environmental History. 3: O–Z, Index. Routledge. ISBN 978-0-415-93735-1.
- The International Zoo Yearbook, annual since 1959 from the Zoological Society of London.
- Kohler, Robert E. (2006). All Creatures: Naturalists, Collectors, and Biodiversity, 1850–1950. Princeton University Press. ISBN 978-0-691-12539-8..
- Kisling, Vernon N., ур. (2001). Zoo and Aquarium History: Ancient Animal Collections to Zoological Gardens. CRC-Press. ISBN 084932100X.. .
- Maddeaux, Sarah-Joy (2014). „A 'delightful resort for persons of all ages, and more especially for the young': Children at Bristol Zoo Gardens, 1835–1940.”. Journal of the History of Childhood and Youth. 7 (1): 87—106. doi:10.1353/hcy.2014.0015..
- Maple, Terry (1995). „Toward a Responsible Zoo Agenda”.  Ур.: Norton, Bryan G., Hutchins, Michael, Stevens, Elizabeth F. and Maple, Terry L. Ethics on the Ark: Zoos, Animal Welfare, and Wildlife Conservation. Washington: Smithsonian Institution Press. ISBN 1-56098-515-1..
- Meuser, Natascha (2019). Zoo Buildings. Construction and Design Manual. DOM Publishers. ISBN 978-3-86922-680-4.. DOM publishers, Berlin.
- Miller, Ian Jared, and Harriet Ritvo (2013). The Nature of the Beasts: Empire and Exhibition at the Tokyo Imperial Zoo. Univ of California Press. ISBN 978-0520271869.
- Murphy, James B. (2007). Herpetological History of the Zoo & Aquarium World.
- Reichenbach, Herman (2002). "Lost Menageries: Why and How Zoos Disappear (Part 1)", International Zoo News Vol.49/3 (No.316), April–May 2002.
- Robinson, Michael H. (1987a). „Beyond the zoo: The biopark”. Defenders of Wildlife Magazine. 62 (6)..
- Robinson, Michael H. (1987b). "Towards the Biopark: The Zoo That Is Not", American Association of Zoological Parks and Aquariums, Annual Proceedings.
- Rothfels, Nigel (2008). Savages and Beasts: The Birth of the Modern Zoo. Johns Hopkins University Press. ISBN 978-0801889752.
- Woods, Abigail. (2018) "Doctors in the Zoo: Connecting Human and Animal Health in British Zoological Gardens, c. 1828–1890." In Animals and the Shaping of Modern Medicine (Palgrave Macmillan, Cham, 2018), pp. 27-69.

## Spoljašnje veze
- (језик: енглески)
- (језик: енглески)